# القوصية (مركز)
مركز القوصية، مركز إداري مصري. يقع في محافظة أسيوط الواقعة في جمهورية مصر العربية. القاعدة الإدارية للمركز هي مدينة القوصية.